# ドリドレ走!
ドリドレ走!（ドリドレそう）とはドリフトの走行会イベントのひとつ。

## 概要
2014年に初開催され年間一回のペースで継続開催されている。北は北海道から南は沖縄まで参加者が集う全国区の走行会イベントである。口コミやSNSで拡散され、参加者・ギャラリーも増加傾向にあるため、収容キャパのある会場に年々変更されている。競技はドリコン・ドレコン両要素から審査が行われる。会場を沸かせる「ドリフト技術」はもちろんのこと、車輌の作り込み、そして外見的要素も審査ウェートを大きく占めている。外見的要素という根底に「シャコタンドリ車」といった概念があり、ドリフトの出来るシャコタンという複合ジャンルはドリドレ走!の大きな特徴である。

## 語意・語源
ドリフト＆ドレスアップの頭２文字を用いた略式造語。「ドリドレ」という言葉はモータースポーツ系雑誌ドリフト天国（出版：三栄書房）から生まれた造語でもある。混同しないように「走!」をつけて「ドリドレ走!」となった。「ドリドレ走！」が正式となっているが「ドリドレ走」または「ドリドレ」と書かれている事も多い。オフィシャル側からも厳密な境界線はしかれてはいない。なお、通称は「ドリドレ」となっている。

## 実績
- 2014年10月05日 ドレドリ　　ver.1 ～秋の陣～ （開催場所：備北ハイランド）
- 2015年06月14日 ドリドレ走！ver.2 ～初夏の陣～（開催場所：三河モーターランド）
- 2016年05月29日 ドリドレ走！ver.3 ～晩春の陣～（開催場所：三河モーターランド）
- 2017年05月06日 ドリドレ走！ver.4 ～旺夏の陣～（開催場所：鈴鹿ツインサーキット）

### 派生イベント
- 2016年11月06日 裏ドリドレ走！ver.2 （開催場所：三河モーターランド）
- 2017年08月29-30日 ドリドレナイト（開催場所：奥伊吹モーターパーク）

## 関連サイト
- 公式サイト